# Judas 0
Judas Ø es un álbum recopilatorio de lados-b, demos y outtakes, del grupo musical estadounidense The Smashing Pumpkins. El álbum fue lanzado como una edición limitada que acompañó a la primera edición del álbum de grandes éxitos Rotten Apples, el 20 de noviembre de 2001 por medio de la compañía discográfica Virgin Records.

## Lista de canciones
1. Lucky 13 (Machina II: The Friends & Enemies of Modern Music)
2. The Aeroplane Flies High (Thirty-three), (The Aeroplane Flies High)
3. Because You Are (Adore outtake)
4. Slow Dawn (Machina II: The Friends and Enemies Of Modern Music)
5. Believe (1979), (The Aeroplane Flies High)
6. My Mistake (Adore outtake)
7. Marquis in Spades (Zero), (The Aeroplane Flies High)
8. Here's to the Atom Bomb (Try, Try, Try)
9. Sparrow (Adore outtake)
10. Waiting (Adore outtake)
11. Saturnine (Machina II: The Friends and Enemies Of Modern Music)
12. Rock On (Cover de David Essex) (grabado en vivo durante the Sacred and Profane tour)
13. Set the Ray to Jerry (1979), (The Aeroplane Flies High)
14. Winterlong (MACHINA/The Machines of God outtake)
15. Soot and Stars (MACHINA/The Machines of God outtake)
16. Blissed and Gone (Adore outtake);(Still Becoming Apart)

Nota:
1. Este disco es la continuación del Pisces Iscariot
2. Entre paréntesis el disco en los que originalmente aparecen los tracks
3. The Aeroplane Flies High, Believe. Marquis in Spades y Set the Ray to Jerry están presentes en el box set The Aeroplane Flies High
4. La versión de The Aeroplane Flies High carece de un verso que está presente en versiones anteriores y es un minuto más corta. Por tal motivo se llama The Aeroplane Flies High, pues la versión larga se le denomina The Aeroplane Flies High (Turns Left, Looks Right)
5. "Saturnine" y "Here's to the Atom Bomb" son diferentes de las canciones con el mismo nombre que aparecen en el MACHINA II/The Friends and Enemies of Modern Music.
6. "Lucky 13" y "Slow Dawn" son las mismas versiones del MACHINA II.

- Datos: Q2744290